# 台電阿凱
台電阿凱（1984年7月10日—），出生於澎湖，台電公司基層員工，於2014年5月5日建立「台電阿凱」臉書粉絲團，創作電力及澎湖相關漫畫。

## 經歷
- 2014年11月28日，台電阿凱創作的澎湖系列漫畫登上奇摩首頁。[1]
- 2015年1月13日，創作了「澎湖人的15項特徵」，登上蘋果日報等媒體。[2]
- 2015年7月25日，創作了「在澎湖工作的15項好處」，登上蘋果日報、東森新聞、自由時報及壹週刊媒體。[3]
- 2015年8月18日，台電阿凱獲得臉書驗證，擁有藍色勾勾。
- 在蘇迪勒颱風台電阿凱在臉書發文痛批毆打搶修台電搶修人員的議員。[4]
- 2016年4月15日，阿凱為國立中山大學母校設計紀念品「中山金猴」獲選[5]並發行販售。[6]

## 資料來源
1. ↑  什麼！澎湖已知用火？台灣人該知道的澎湖7件事[永久]，奇摩新聞，2014年
2. ↑  澎湖人的你　快來看有沒有這15項特徵 （页面存档备份，存于），蘋果日報，2015年
3. ↑  原來...在澎湖工作有這15項好處 （页面存档备份，存于），自由時報，2015年
4. ↑  酒後毆打台電人員　遭酸鞠躬道歉就沒事？ （页面存档备份，存于），蘋果即時新聞，2015年
5. ↑  猴年校園紀念品徵稿 獼卡卡的山海胸巾奪冠 （页面存档备份，存于），中山大學，2016年
6. ↑  校園紀念品新發售! 開放預購至6/4(六) （页面存档备份，存于），中山大學，2016年

## 外部連結
- 台電阿凱臉書 （页面存档备份，存于）